# Benita Luckmann
Benita Luckmann (* 22. Dezember 1925 in Riga als Benita Petkević; † 3. Dezember 1987 in Gottlieben, Schweiz) war eine US-amerikanische Soziologin lettischer Herkunft.

## Leben
Nach schwierigen Jahren in Riga, die erst der sowjetischen, dann der deutschen Besatzung geschuldet waren, floh Benita Petkević im Winter 1944 nach Wien (später nach Salzburg), wo sie als Krankenschwester in Lazaretten arbeitete. Nach Ende des Zweiten Weltkrieges studierte sie erst Theologie an der Universität Salzburg, dann Philosophie an der Universität Innsbruck. Gleichzeitig beteiligte sie sich an der Flüchtlingshilfe US-amerikanischer Organisationen. 1950 wanderte sie in die USA aus. Kurz vor der Auswanderung hatte sie Thomas Luckmann geheiratet. Bis 1956 studierte sie Soziologie und Politologie an der New School for Social Research.
Danach war sie bis 1961 als Dozentin am Hobart College in Geneva, New York, tätig. Als Stipendiatin studierte sie ein Jahr an der Universität Freiburg (insbesondere bei Arnold Bergstraesser und Eugen Fink) und promovierte ebendort 1962 mit einer Dissertation über Russland als Entwicklungsland. Es folgte eine akademische Lehrtätigkeit an der Rutgers University in New Brunswick (New Jersey) und gelegentlich an der Universität Freiburg. 1965 folgte sie Thomas Luckmann in die Bundesrepublik, als er Professor an der Universität Frankfurt am Main wurde. Nach seiner Berufung an die Universität Konstanz zogen beide in die Schweiz.
Benita Luckmann trat als Übersetzerin von Alfred Schütz aus dem Amerikanischen hervor und forschte und publizierte zu Problemen von kleinen Lebenswelten, zu Fragen des Exils und gemeinsam mit ihrem Mann zur Wissenssoziologie. Zu ihren Schülerinnen zählte Anne Honer. 1987 erlag sie einer schweren Krankheit.

## Schriften (Auswahl)
- Russland als Entwicklungsland. Auswirkungen der sowjetischen Entwicklungspolitik auf das Weltbild der russischen Bauern. Diss. phil., 1965
- Politik in einer deutschen Kleinstadt, Stuttgart: Enke, 1970, ISBN 3-432-01618-2
- The Small Life-Worlds of Modern Man. In: Thomas Luckmann (Hrsg.): Phenomenology and Sociology. Penguin, Harmondsworth 1978, S. 275–290
- mit Thomas Luckmann: Wissen und Vorurteil. 2 Bände. FernUniversität Hagen, Hagen 1979 und 1983
- New School – Varianten der Rückkehr aus Exil und Emigration. In: Ilja Srubar (Hrsg.): Exil, Wissenschaft, Identität. Die Emigration deutscher Sozialwissenschaftler 1933–1945. Frankfurt am Main 1988, ISBN 3-518-28302-2, S. 353–378